# Herbert Jahn
Herbert Jahn (* 6. November 1918 in Solingen; † 21. Januar 2001 in München) war ein deutscher Bildhauer.

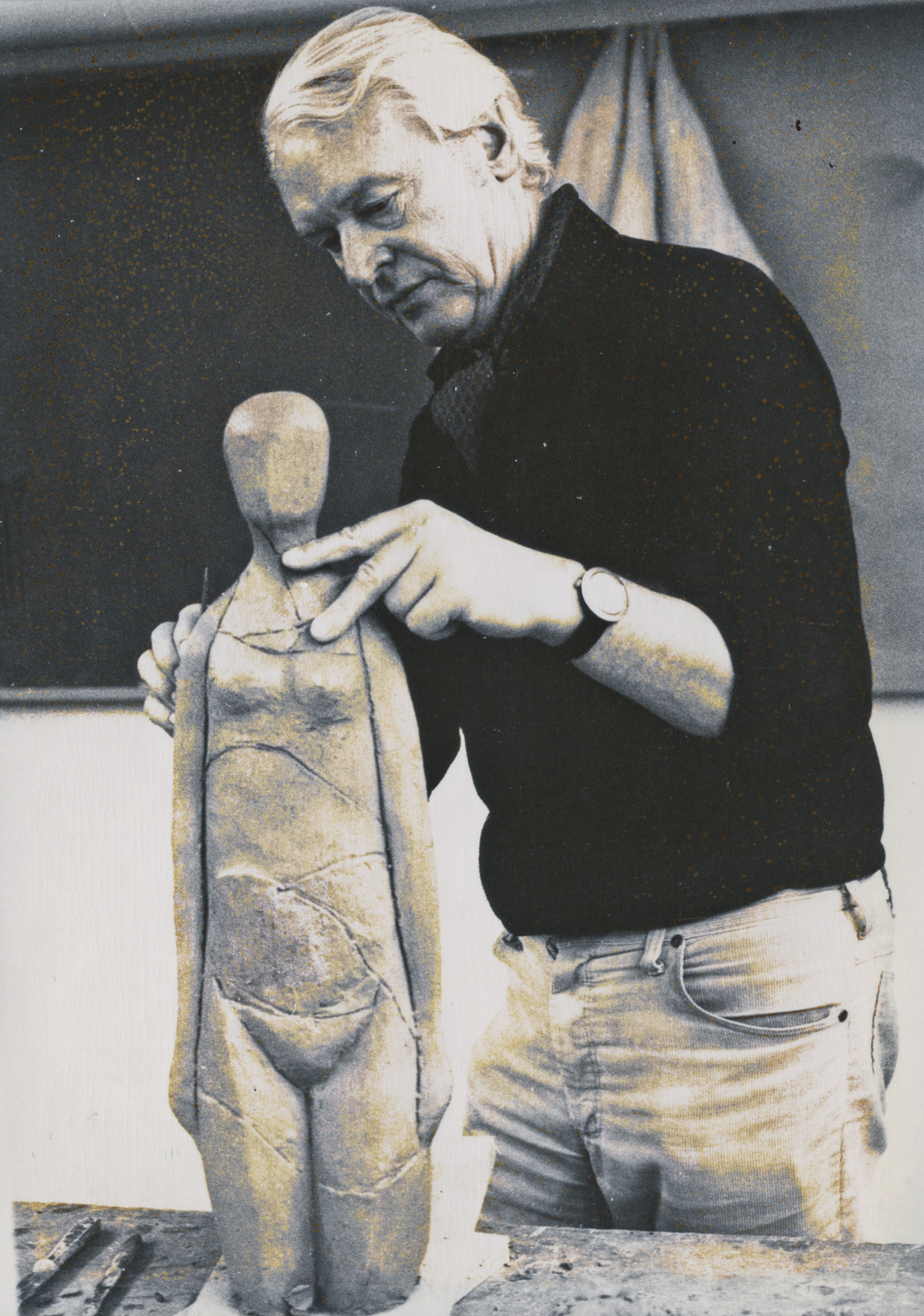
Herbert Jahn

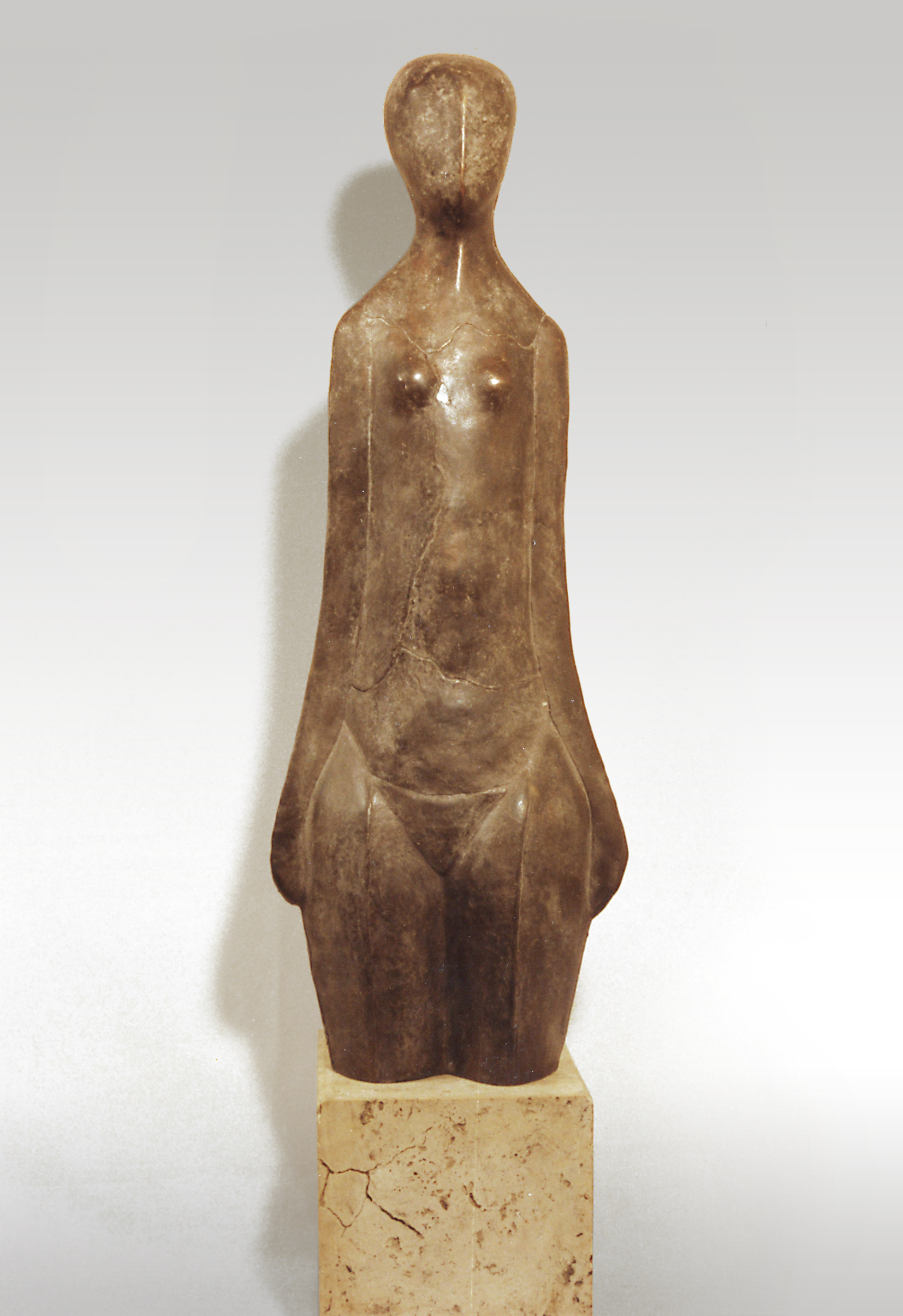
Herbert Jahn: Isolation, Bronze. Haus der Kunst München, 1985

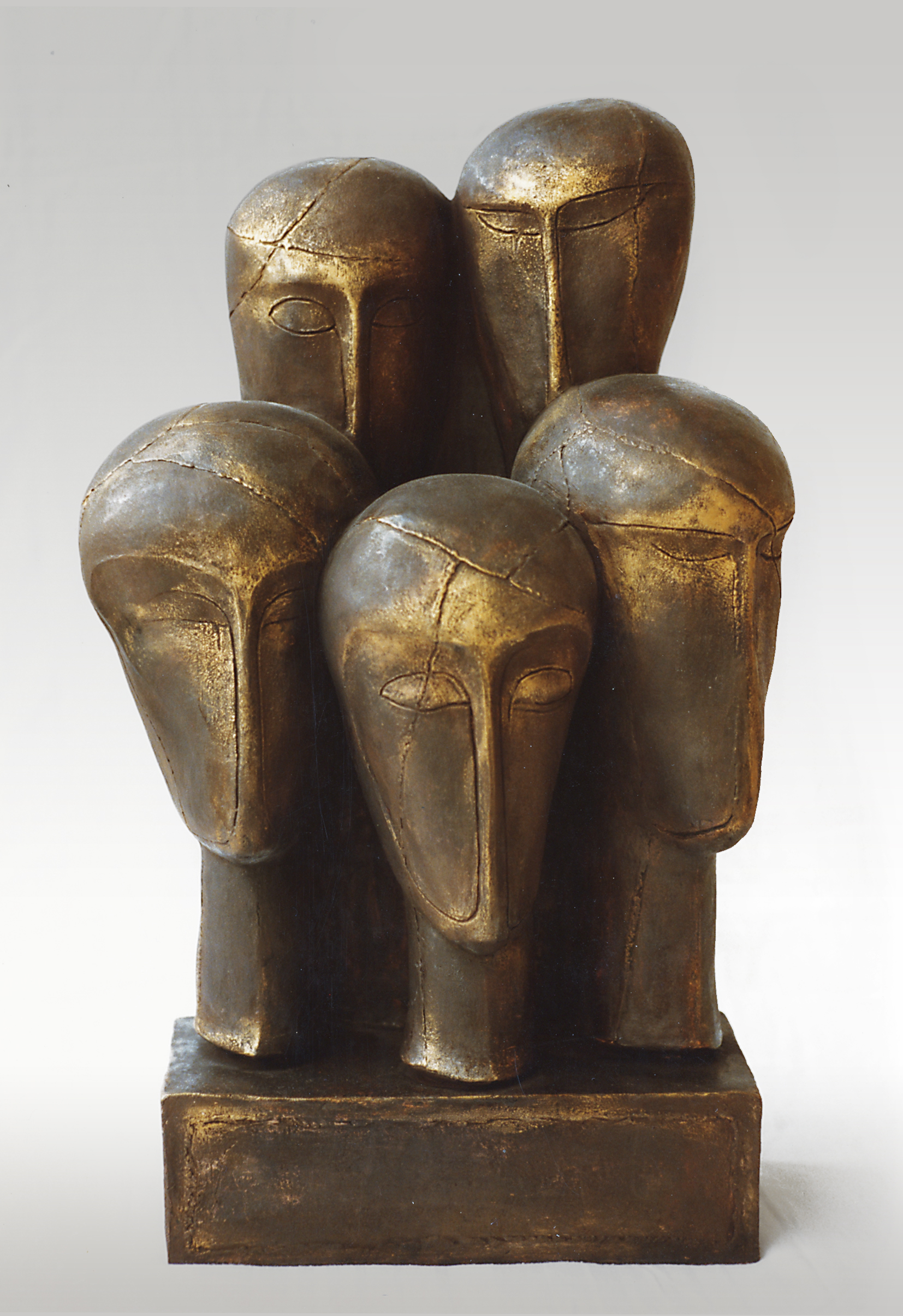
Herbert Jahn: Ignoranten, Ton mit Blattgold bearbeitet, 1984

## Leben
Jahn wurde als drittes Kind des Vermessungsbeamten Richard Jahn und dessen Frau Emmi Jahn in Solingen geboren. Nachdem er zwei Jahre vor dem Abitur vom Vater zum Schulabbruch gezwungen wurde, absolvierte er in Düsseldorf eine Ausbildung zum Dekorateur. Nach Ende des Zweiten Weltkriegs gründete Jahn zusammen mit seinem ehemaligen Schulkameraden Kurt Westen (1918–1982) in Solingen eine keramische Werkstatt auf Gut Bökerhof, unter dem Namen JAWE-Keramik (Jahn–Westen). Typisch für die JAWE Keramik waren die aufwendigen Malereien in Unterglasur-Fayence-Technik. Jahns Schwerpunkte, der zu dieser Zeit schon als freischaffender Künstler tätig war, waren Zeichnen und Entwurf. Zu dieser Zeit bestand auch Kontakt zu Georg Meistermann.
1954 entschied sich Jahn die Firma zu verlassen, um mit seiner Familie nach München überzusiedeln. Dort war er bis Mitte der 1970er Jahre bei einem Schweizer Unternehmen beschäftigt, welches er aus gesundheitlichen Gründen frühzeitig verließ. Erst nach Beendigung dieser Tätigkeit begann seine eigentliche weitestgehend autodidaktische Arbeit als Bildhauer. Seit 1982 war Jahn Mitglied im Berufsverband Bildender Künstler.

## Werk
Seine Skulpturen beschäftigen sich vor allem mit der abstrahierten menschlichen Figur, meist aus Ton, welcher häufig nach dem Brennen mit Schlagmetall, Blattgold o. ä. bearbeitet wurde, sowie aus Bronze. Es finden sich immer wieder Motive aus der griechischen Mythologie sowie die Thematik des in sich gefangenen Menschen. Es entstanden außerdem Plastiken, die den „Zeitgeist“ der 1980er Jahre einfingen, wie die gleichnamige Trilogie „Zeitzeichen“ (Punk-Way of Live – blutige Träne), welche im Feuilleton mehrerer Zeitungen erschien.
Neben seinem plastischen Werk entstanden vor allem in den Jahren von 1950 bis 1984 Bilder in Öl- und Aquarelltechnik sowie Tusche, Kreide und Bleistiftzeichnungen.

## Ausstellungen
Gruppenausstellungen
- 1979: Erste Ausstellung „Münchner Künstler im Rathaus“, Rathaus München
- 1981: B.B.K.-Ausstellung im Rathaus München
- 1984: B.B.K. Mitglieder-Ausstellung, München
- 1986: B.B.K. Mitglieder-Ausstellung, München
- 1980, 1982, 1985, 1986: Große Kunstausstellung Haus der Kunst, München

Freie Mitarbeit und Ausstellungen
- Galerie Seifert-Binder, München
- Galerie Hanfstaengl, München
- Galerie Boisserée, Köln

- Studienreisen nach Rom, Paris, London und Athen

Posthum
- Mai 2006: Galerie Neumeister – artnet, München
- November 2006: Galerie Neumeister – artnet, München
- 2014: Galerie Schütze, Pullach bei München

## Galerie

Zeitzeichen
Kommunikation
Iphigenie
Hera
Grazien
Daphne
Asra
Torso